# Zyryansky (huyện)
Huyện Zyryansky (tiếng Nga: ? райо́н) là một huyện hành chính tự quản (raion), của Tỉnh Tomsk, Nga. Huyện có diện tích 3829 kilômét vuông, dân số thời điểm ngày 1 tháng 1 năm 2000 là 17200 người. Trung tâm của huyện đóng ở Zyryanskoe.